# 4616 Batalov
4616 Batalov је астероид главног астероидног појаса чија средња удаљеност од Сунца износи 3,149 астрономских јединица (АЈ).
Апсолутна магнитуда астероида је 12,3.